# 2333 Porthan
2333 Porthan је астероид главног астероидног појаса са пречником од приближно 21,59 .
Афел астероида је на удаљености од 3,007 астрономских јединица (АЈ) од Сунца, а перихел на 2,288 АЈ.
Ексцентрицитет орбите износи 0,135, инклинација (нагиб) орбите у односу на раван еклиптике 11,925 степени, а орбитални период износи 1574,238 дана (4,310 године).
Апсолутна магнитуда астероида је 11,50 а геометријски албедо 0,095.
Астероид је откривен 3. марта 1943. године.